# Trochoidea
Trochoidea Rafinesque, 1815 è una superfamiglia  di molluschi gasteropodi della sottoclasse Vetigastropoda. È la sola superfamiglia dell'ordine Trochida.

## Descrizione
I gusci trocoidici sono tipicamente a forma di coni a spirali, senza fessura, emarginazione nel labbro esterno o tremata, tuttavia un'eccezione è rappresentata dai Fossarininae, che può avere una fessura sul labbro esterno o meno. I gusci trocoidici possono essere ombelicati o non ombelicati, a seconda dei parametri di avvolgimento. Gli esemplari maschi e femmine di solito non sono distinguibili dalle caratteristiche del guscio. Tuttavia, il dimorfismo sessuale è documentato nel guscio di alcuni generi quali ad esempio Solariella e Margarites.
I gusci larvali sono costituiti solo da un guscio embrionale organico, che viene calcificato dalle cellule dell'invaginazione del guscio prima, durante o subito dopo la torsione dei visceri delle larve. Originariamente il guscio larvale a forma di coppa, bilateralmente simmetrico, viene modificato in una forma asimmetrica paucispirale, trocospirale.
I trocoidei sono diffusi in tutti i mari del mondo con molti generi cosmopoliti. I trocoidi possono essere trovati su alghe e fanerogame marine, su substrati molli o duri (comprese le barriere coralline) e anche seppelliti nei sedimenti.
Hanno sviluppato una varietà di abitudini alimentari tra cui erbivori e carnivori, mentre altri sono alimentatori sospesi". Hickman (1992) ha riassunto le conoscenze sulla riproduzione e lo sviluppo dei gasteropodi trocoidei. Nella superfamiglia sono registrate sia le specie a sviluppo diretto sia le specie a sviluppo indiretto.
I Trochoidea più antichi appartengono ai generi estinti Dichostasia Yochelson, 1956 e Brochidium Koken, 1889, apparsi nel Permiano. Molte famiglie di Trochoidea hanno avuto origine e si sono diversificate nel Cretaceo, come suggerito da studi molecolari e dalla documentazione fossile.

## Tassonomia
La superfamiglia Trochoidea conta oltre 3 000 specie di gasteropodi marini morfologicamente ed ecologicamente vari. La sua classificazione è stata piuttosto controversa e instabile. Nella tassonomia più recente la superfamiglia comprende 13 famiglie esistenti e 12 estinte:
- Famiglia Angariidae Gray, 1857
- Famiglia † Anomphalidae Wenz, 1938
- Famiglia † Araeonematidae Nützel, 2012
- Famiglia Areneidae McLean, 2012
- Famiglia Calliostomatidae Thiele, 1924 (1847)
- Famiglia Colloniidae Cossmann, 1917
- Famiglia Conradiidae Golikov & Starobogatov, 1987
- Famiglia † Elasmonematidae Knight, 1956
- Famiglia † Epulotrochidae Gründel, Keupp & Lang, 2017
- Famiglia † Eucochlidae Bandel, 2002
- Famiglia Liotiidae Gray, 1850
- Famiglia Margaritidae Thiele, 1924
- Famiglia †Metriomphalidae Gründel, Keupp & Lang, 2017
- Famiglia † Microdomatidae Wenz, 1938
- Famiglia †Nododelphinulidae Cox, 1960
- Famiglia Phasianellidae Swainson, 1840
- Famiglia † Proconulidae Cox, 1960
- Famiglia † Sclarotrardidae Gründel, Keupp & Lang, 2017
- Famiglia Skeneidae Clark W., 1851
- Famiglia Solariellidae Powell, 1951
- Famiglia Tegulidae Kuroda, Habe & Oyama, 1971
- Famiglia Trochidae Rafinesque, 1815
- Famiglia Turbinidae Rafinesque, 1815
- Famiglia † Tychobraheidae Horný, 1992
- Famiglia † Velainellidae Vasseur, 1880